# Байгабылов, Талантбек
Талантбек Байгабылов (14 мая 1921, с. Кырк-Казык, Таласский район, Киргизская ССР — 1992) — советский киргизский писатель, член Союза писателей СССР (с 1958 года).

## Краткая биография
Талантбек Байгабылов родился в 1921 году в селе Кырк-Казык, Таласского района, Киргизской ССР в семье крестьянина-бедняка. Окончил Фрунзенское педагогическое училище и с сентября 1940 года работал в Кен-Аральской семилетней школе Таласского района. В марте 1942 года призывался в ряды Советской Армии, учился во Фрунзенском пехотном училище, после окончания которого получил звание лейтенанта.
Участвовал в боях против фашистов под Сталинградом, трижды был ранен. После демобилизации из Советской Армии с 1944 по 1952 год преподавал в школах Таласского района, а в 1952 году перешёл на газетную работу. В 1953 — 1957 годах работал редактором покровской районной газеты, а затем — заместителем редактора таласской городской газеты «Лениндик туу». В 1952 году Байгабылов заочно окончил факультет языка и литературы педагогического института, а в 1956 году — Киргизский государственный педагогический институт.

## Творчество
Литературная деятельность Байгабылова началась в годы Великой Отечественной войны. В 1942 году на Сталинградском фронте он написал своё первое стихотворение «К матери», которое было опубликовано в журнале «Советтик Кыргызстан» (журнал Ала-Тоо) в мае 1943 года. Скоро в том же журнале печатались и другие произведения поэта — «Наступление», «Глубокая мысль», поэма «Открытая тайна». Важной вехой в творческом развитии писателя являлся роман «Мы вместе», в котором изображалась жизнь студентов во время Великой Отечественной войны.